# 川畑亜紀
川畑 亜紀（かわばた あき）は、日本の司会者、フリーアナウンサー、ナレーター。元静岡エフエム放送（K-MIX）のアナウンサー。

## 経歴
- 神戸大学文学部を卒業後、静岡エフエム放送（K-MIX）に入社し、アナウンサーとして勤務。[1]『K-MIXモーニングキュー』『k-mix Night Shift』『k-mixパーキーサウンドフラッシュ』などの番組を担当した。
- フリー転身後は、NHK-FM『イブニングミュージックライン』、KBS京都『森谷威夫のお世話になります！』の月・火曜アシスタント、テレビ和歌山『5ちゃんDO!』のキャスターなどを務めた。
- 2024年には、話し方やコミュニケーション教育を目的とした一般社団法人戦略的コミュニケーション力育成協会（ASK）[2]を設立し、理事長に就任した。
- 2025年7月には、著書『お人好しが損しない話し方の教科書』（辰巳出版）を刊行[3]。 この出版は、プレジデントオンライン（2025年7月15日[4]、7月16日[5]）およびPHPオンライン（2025年8月1日[6]、8月5日[7]、8月8日[8]）で紹介された。

## 主な出演番組
- K-MIX『モーニングキュー』『Night Shift』『パーキーサウンドフラッシュ』
- NHK-FM『イブニングミュージックライン』
- KBS京都『森谷威夫のお世話になります！』（月・火曜アシスタント）
- テレビ和歌山『5ちゃんDO!』キャスター

## 主な講演・教育活動
- 京都リサーチパーク「KRPナイトVol.24」にて講演（2023年）[9]
- KADOKAWAドワンゴ学園N高等学校で特別授業（2023年）
- 大阪信用金庫 経営者セミナー登壇（2024年）
- 大阪産業創造館ビジネスセミナー登壇（2025年）[10]
- KNS第82回定例会（2025年）[11]

※登壇歴は公表されているものの一部を掲載

## 報道・メディア
- 2025年8月2日付『中日新聞』の「ほんの裏ばなし」にて、出版した著書『お人好しが損しない話し方の教科書』が紹介された。

## 著書
- 『お人好しが損しない話し方の教科書』（辰巳出版、2025年7月）ISBN 978-4-5280-2458-8